# 默兹河畔迪尼
默兹河畔迪尼（法語：Dugny-sur-Meuse，法語發音：[dyɲi syʁ møz]）是法国默兹省的一个市镇，属于凡尔登区。

## 地理
默兹河畔迪尼（49°6'19"N, 5°23'6"E）面积19.25 平方千米，位于法国大東部大區默兹省，该省份为法国西北部内陆省份，北与比利时接壤，西接马恩省和阿登省，南至上马恩省和孚日省，东临默尔特-摩泽尔省。
与默兹河畔迪尼接壤的市镇（或旧市镇、城区）包括：昂斯蒙、贝勒赖、默兹河畔迪约、欧丹维尔、朗德勒库尔-朗皮尔、瑟农库尔莱莫茹伊。

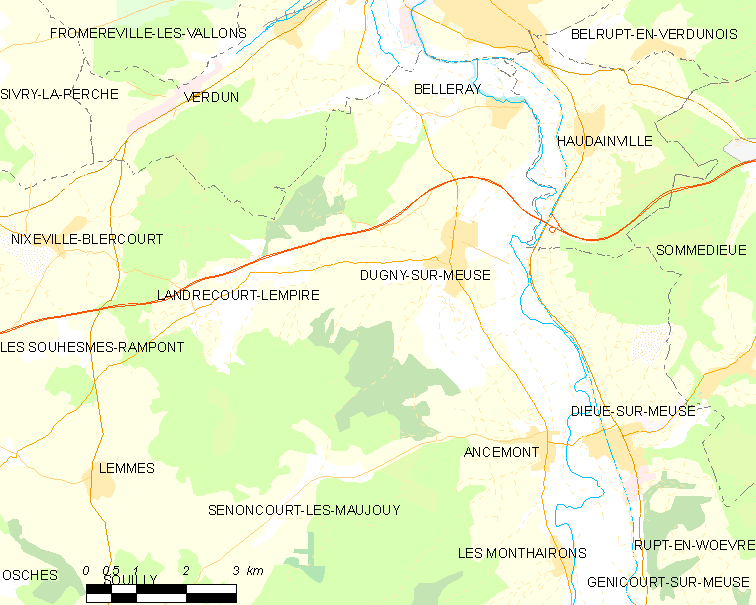
默兹河畔迪尼的OSM定位图

默兹河畔迪尼的时区为UTC+01:00、UTC+02:00（夏令时）。

## 行政
默兹河畔迪尼的邮政编码为55100，INSEE市镇编码为55166。

## 政治
默兹河畔迪尼所属的省级选区为凡尔登第二县。

## 人口

1962-2008年间默兹河畔迪尼人口变化图示

默兹河畔迪尼于2022年1月1日时的人口数量为1262人。